# 431. strelska divizija (ZSSR)
431. strelska divizija (izvirno rusko 431. стрелковая дивизия; kratica 431. SD) je bila strelska divizija Rdeče armade v času druge svetovne vojne.

## Zgodovina
Divizija je bila ustanovljena 11. decembra 1941 v Volgaškem vojaškem okrožju; 25. decembra istega leta so jo preimenovali v 58. strelsko divizijo.